# La Bâtarde
La Bâtarde, en español La bastarda, es una novela autobiográfica de Violette Leduc publicada por Gallimard en 1964. La obra fue prologada por Simone de Beauvoir.
La Bâtarde incorporó pasajes de Thérèse et Isabelle, una obra sobre el amor lésbico de la misma autora.

## Argumento
Simone de Beauvoir escribió en el prólogo: “Una mujer desciende a los secretos más profundos de sí misma y cuenta su historia con una sinceridad intrépida, como si no hubiera nadie que la escuchara."
E un autorretrato sincero y revelador de Leduc, una mujer que enfrentó humillaciones debido a su origen y apariencia física. A lo largo de la historia, Leduc narra su búsqueda de identidad a través de relaciones amorosas con hombres y mujeres. La franqueza con la que describe sus experiencias sexuales y su comportamiento inmoral ha llevado a comparaciones con Jean Genet. Además, este libro confesional incluye retratos de varios autores y autoras franceses famosos, enriqueciendo su contenido y convirtiéndolo en algo más que unas simples memorias.

## Reconocimientos
Quedó finalista del Premio Goncourt en 1964.

## Ediciones
- Gallimard, 1964
- Le Livre de poche n 2566, 1969
- Gallimard. 1972 [reeditado en 1990]
- Gallimard, 1996